# Alvvays (álbum)
Alvvays es el álbum debut homónimo de la banda canadiense de indie pop Alvvays, publicado el 22 de julio de 2014 por Polyvinyl, Royal Mountain y Transgressive.
El álbum estuvo entre los candidatos preseleccionados para los 2015 Polaris Music Prize.

## Galardones
| País                      | Publicación   | Lista                           | Posición |
| ------------------------- | ------------- | ------------------------------- | -------- |
| Bandera de Canadá         | CBC Music     | 30 Best Canadian Albums of 2014 | 1        |
| Bandera de Estados Unidos | CMJ           | The 30 Best Albums of 2014      | 20       |
| Bandera del Reino Unido   | NME           | Top 50 Albums of 2014           | 29       |
| Bandera de Estados Unidos | Paste         | The 50 Best Albums of 2014      | 5        |
| Bandera de Estados Unidos | Rolling Stone | 50 Best Albums of 2014          | 36       |
| Bandera de Estados Unidos | Time Out      | 20 Best Albums of 2014          | 20       |

## Lista de canciones
Todas las canciones escritas y compuestas por Molly Rankin y Alec O'Hanley, excepto donde está anotado. 
| Edición estándar |                                                    |          |  |
| N.º              | Título                                             | Duración |  |
| 1.               | «Adult Diversion» (Rankin, O'Hanley, Brian Murphy) | 3:27     |  |
| 2.               | «Archie, Marry Me»                                 | 3:16     |  |
| 3.               | «Ones Who Love You» (Rankin, O'Hanley, Murphy)     | 3:47     |  |
| 4.               | «Next of Kin» (Rankin, O'Hanley, Murphy)           | 3:48     |  |
| 5.               | «Party Police» (Rankin, O'Hanley, Murphy)          | 3:47     |  |
| 6.               | «The Agency Group» (Rankin, O'Hanley, Murphy)      | 4:31     |  |
| 7.               | «Dives»                                            | 2:56     |  |
| 8.               | «Atop a Cake»                                      | 3:19     |  |
| 9.               | «Red Planet»                                       | 3:58     |  |
| 32:53            |                                                    |          |  |

| Edición japonesa |                 |          |  |
| N.º              | Título          | Duración |  |
| 10.              | «Underneath Us» | 2:39     |  |
| 35:32            |                 |          |  |

## Créditos
- Molly Rankin – voz, guitarra
- Alec O'Hanley – guitarra, voz, teclados, caja de ritmos
- Kerri MacLellen – teclados y voz
- Brian Murphy – bajo eléctrico
- Sheridan Riley - batería
- Eric Hamelin – batería (2, 3, 5, 6)
- Chris Dadge – batería (1, 4, 8)
- Chad VanGaalen – programación, pandereta, bongó

## Posicionamiento
| Gráficas (2014)                         | Pico de posición |
| --------------------------------------- | ---------------- |
| Reino Unido (UK Albums Chart)           | 107              |
| Estados Unidos (Top Heatseekers Albums) | 12               |
| US Radio 200 (CMJ)                      | 1                |